# Kočilari
Kočilari (makedonska: Кочилари) är en ort i Nordmakedonien. Den ligger i kommunen Gradsko, i den centrala delen av landet, 50 kilometer sydost om huvudstaden Skopje. Kočilari ligger 151 meter över havet och antalet invånare är 177.